# 筑豊鉄道
筑豊鉄道（ちくほうてつどう）は、かつて福岡県に存在した鉄道事業者である。日本の民営鉄道創生期における最も代表的な産業鉄道企業。
筑豊で産出される石炭の輸送を目的に、1891年に筑豊興業鉄道（ちくほうこうぎょうてつどう）として設立され、今の筑豊本線などを建設した会社が1894年に改称したもの。1897年に九州鉄道へ合併され、1907年に鉄道国有法により国有化された。

## 沿革
- 1888年（明治21年）7月30日：筑豊興業鉄道[4]に対し鉄道線路測量仮免状下付（穂波郡飯塚村-遠賀郡若松港間、鞍手郡直方町-田川郡赤池村間）[5]
- 1889年（明治22年）
  - 7月12日：鉄道布設免許状下付（遠賀郡若松港-鞍手郡直方町-穂波郡飯塚町、直方町-神田村間）[6]
  - 8月21日：鉄道線路測量仮免状下付（田川郡神田村-添田村間）[7]
- 1890年（明治23年）11月19日：鉄道布設免許状下付（田川郡神田村-同郡伊田村）[8]
- 1891年（明治24年）8月30日：若松 - 直方間開業[9]
- 1892年（明治25年）10月28日：直方 - 小竹間開業[10]
- 1893年（明治26年）
  - 2月11日：直方 - 金田間開業[11]
  - 6月21日：鉄道布設免状返納（明治23年11月認可、田川郡神田村-同郡伊田村間）[12]
  - 6月30日：中間 - 九州鉄道黒崎間の連絡線開業
  - 7月3日：小竹 - 飯塚間開業し、若松 - 飯塚間が全通[13][14]
  - 12月20日：底井野-植木間複線化[15]
- 1894年（明治27年）
  - 2月16日：私設鉄道仮免状下付（鞍手郡勝野村-穂波郡大谷村間）[16]
  - 7月31日：私設鉄道仮免状下付（飯塚停車場-福岡県下白井間他）[17]
  - 8月15日：筑豊鉄道に社名変更
  - 12月21日：折尾-中間間、植木-直方間複線化[18]
  - 12月28日：小竹 - 幸袋 - 幸袋炭坑間開業[19]
- 1895年（明治28年）4月5日：飯塚 - 臼井間開業[20]
- 1896年（明治29年）
  - 4月29日：若松-折尾間複線化[21]
  - 5月9日：私設鉄道免許状下付（白井停車場-熊田間）[22]
  - 5月16日：私設鉄道仮免状下付（金田停車場-豊州鉄道伊田停車場間、熊田村下山田-同村上山田間、金田停車場-糸田村間）[23]
  - 7月31日：私設鉄道仮免状下付（福岡県石峰-戸畑間）[24]
- 1897年（明治30年）10月1日：九州鉄道に合併

## 保有路線
1897年9月時点
- 若松 - 飯塚（現在の筑豊本線）
- 飯塚 - 臼井（後の上山田線）
- 直方 - 金田（現在の平成筑豊鉄道伊田線）
- 小竹 - 幸袋炭坑（後の幸袋線）

## 輸送・収支実績
| 年度 | 乗客（人） | 貨物量（トン） | 営業収入（円） | 営業費（円） | 益金（円） |
| ---- | ---------- | -------------- | -------------- | ------------ | ---------- |
| 1891 | 111,025    | 55,468         | 28,674         | 24,213       | 4,461      |
| 1892 | 193,676    | 183,372        | 113,510        | 68,436       | 45,074     |
| 1893 | 335,576    | 545,714        | 265,129        | 164,159      | 100,970    |
| 1894 | 440,510    | 991,107        | 506,274        | 187,957      | 318,317    |
| 1895 | 577,432    | 1,307,056      | 677,859        | 277,534      | 400,325    |
| 1896 | 761,263    | 1,412,842      | 759,201        | 344,611      | 414,590    |
| 1897 | 545,440    | 822,430        | 455,728        | 210,156      | 245,572    |

出典： (『鉄道局年報 明治38年度』, 「官私設鉄道運輸延哩程累年表」「官私設鉄道営業収支累年表」/ 国立国会図書館近代デジタルライブラリー)

## 車両

### 蒸気機関車
1897年の九州鉄道への合併時点で、次の9形式30両が在籍した。山陽鉄道から譲り受けた2両以外は、すべてアメリカのボールドウィン・ロコモティブ・ワークス製であった。
1
1889年米ボールドウィン製。車軸配置0-4-0 (B) のサドルタンク機 → 九州鉄道71形 (71)
2
1889年米ボールドウィン製。車軸配置0-4-2 (B1) のリアタンク機 → 九州鉄道72形 (72)
3, 4, 10-14, 17-19, 27, 28
1890-1895年米ボールドウィン製。車軸配置2-6-2 (1C1) のタンク機 → 九州鉄道73形 (73, 74, 80-84, 87-89, 97, 98) → 鉄道院3300形 (3306-3317)
5, 6
1880年英バルカン・ファウンドリー製。車軸配置2-4-2 (1B1) のタンク機。旧山陽鉄道25, 27 → 九州鉄道75形 (75, 76) → 鉄道院700形 (715, 700)
7, 8, 15, 16, 29, 30
1892-1895年米ボールドウィン製。車軸配置2-6-0 (1C) のテンダ機 → 九州鉄道77形 (77, 78, 85, 86)・99形 (99, 100) → 鉄道院8000形 (8000-8005)
9
1892年米ボールドウィン製。車軸配置2-6-0 (1C) のテンダ機 → 九州鉄道79形 (79) → 鉄道院8050形 (8050)
20, 21
1894年米ボールドウィン製。車軸配置0-6-0 (C) のタンク機 → 九州鉄道90形 (90, 91) → 鉄道院1320形 (1320, 1321)
22-24
1895年米ボールドウィン製。車軸配置0-8-0 (D) のタンク機 → 九州鉄道92形 (92-94) → 鉄道院4030形 (4030-4032)
25, 26
1895年米ボールドウィン製。車軸配置0-6-0 (C) のタンク機 → 九州鉄道95形 (95, 96) → 鉄道院1010形 (1012, 1013)

### 客車
1897年の九州鉄道への合併時点で特等並等混合客車（定員37人）6両、並等客車（定員50人）7両、並等緩急合造車（定員45人）2両、並等緩急郵便合造車（定員27人）5両、並等郵便合造車（定員45人）2両の合計22両であった

### 貨車
1897年の九州鉄道への合併時点で無蓋貨車横開六屯積298両、木製底開貨車六屯積300両、鉄製底開貨車六屯積400両、有蓋貨車五屯積24両合計1022両であった

### 車両数の推移
| 年度 | 機関車 | 客車 | 貨車  |
| ---- | ------ | ---- | ----- |
| 1891 | 4      | 8    | 100   |
| 1892 | 6      | 8    | 280   |
| 1893 | 14     | 19   | 496   |
| 1894 | 21     | 19   | 700   |
| 1895 | 35     | 22   | 762   |
| 1896 | 30     | 22   | 1,022 |

出典： (『鉄道局年報 明治38年度』, 国立国会図書館デジタルコレクション)

## 役員
明治23年の役員
- 社長
  - 堀田正養（筆頭株主でもある）
- その他
  - 林芳太郎（福岡県会議員）
  - 下沢善四郎（博多商人・炭鉱主）

明治30年の役員
- 専務取締役
  - 仙石貢
- 取締役
  - 本山彦一
  - 安川敬一郎
  - 堤猷久
  - 小林作五郎[29]
  - 小野隆基
  - 麻生太吉（叔父の麻生多次郎も以前同社の元役員）

## 関連文献
- 田中邦博、長弘雄次「北部九州における筑豊興業鉄道に関する史的研究」『土木史研究』第17巻、土木史研究、1997年、475-486頁、doi:10.2208/journalhs1990.17.475。